# Nesticella potala
Espèce
Nesticella potala est une espèce d'araignées aranéomorphes de la famille des Nesticidae.

## Distribution
Cette espèce est endémique du Tibet en Chine,. Elle se rencontre dans le xian de Gyirong à 2 715 m d'altitude.

## Description
La femelle holotype mesure 3,20 mm.

## Étymologie
Son nom d'espèce lui a été donné en référence au palais du Potala.

## Publication originale
- Lin, Ballarin & Li, 2016 : A survey of the spider family Nesticidae (Arachnida, Araneae) in Asia and Madagascar, with the description of forty-three new species. ZooKeys, no 627, p. 1-168.